# Die Finals – Dresden 2025/Badminton

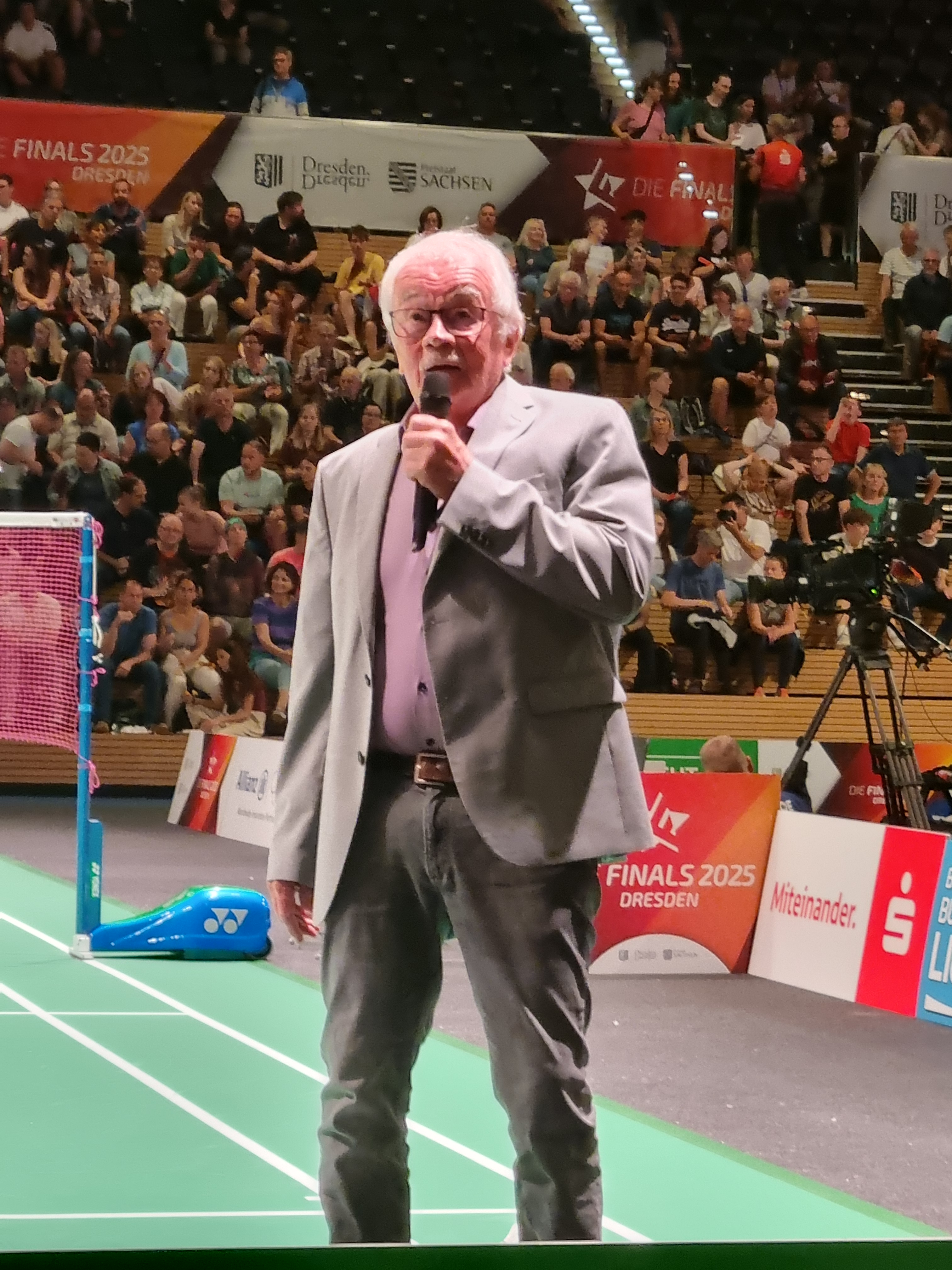
Eröffnung durch Arno Schley

Bei den Finals 2025 in Dresden wurde am 3. August 2025 das Finale um die Deutsche Badminton-Mannschaftsmeisterschaft in der BallsportArena vor 1500 Zuschauern ausgetragen. Titelverteidiger SV Fun-Ball Dortelweil gewann seinen zweiten Meistertitel durch einen 4:0-Sieg über Blau-Weiss Wittorf Neumünster.

## Spielpaarungen
| Disziplin       | SV Fun-Ball Dorteilweil                   | Blau-Weiss Wittorf Neumünster          | 1. Satz           | 2. Satz           | 3. Satz           | 4. Satz           | 5. Satz           | Stand             |
| --------------- | ----------------------------------------- | -------------------------------------- | ----------------- | ----------------- | ----------------- | ----------------- | ----------------- | ----------------- |
| 1. Herrendoppel | Mads Vestergaard / Daniel Lundgaard       | Bjarne Geiss / Mathias Thyrri          | 11:6              | 11:8              | 11:5              |                   |                   | 1:0               |
| Damendoppel     | Julie MacPherson / Debora Jille           | Anna Siess Ryberg / Franziska Volkmann | 11:8              | 11:5              | 11:6              |                   |                   | 2:0               |
| 1. Herreneinzel | Matthias Kicklitz                         | Søren Toft Hansen                      | 8:11              | 8:11              | 11:8              | 11:0re            | 11:0              | 3:0               |
| 2. Herreneinzel | Kian-Yu Oei                               | Jonathan Dresp                         | 11:2              | 11:8              | 11:5              |                   |                   | 4:0               |
| Dameneinzel     | Yvonne Li                                 | Anna Siess Ryberg                      | nicht ausgetragen | nicht ausgetragen | nicht ausgetragen | nicht ausgetragen | nicht ausgetragen | nicht ausgetragen |
| 2. Herrendoppel | Christian Faust Kjær / William Kryger Boe | Jonathan Dresp / Patrick Volkmann      | nicht ausgetragen | nicht ausgetragen | nicht ausgetragen | nicht ausgetragen | nicht ausgetragen | nicht ausgetragen |
| Mixeddoppel     | Mads Vestergaard / Julie MacPherson       | Mathias Thyrri / Franziska Volkmann    | nicht ausgetragen | nicht ausgetragen | nicht ausgetragen | nicht ausgetragen | nicht ausgetragen | nicht ausgetragen |

Anmerkung: Aufgabe im 1. Herreneinzel durch Søren Toft Hansen im vierten Satz beim Stand von 0:2 wegen Verletzung.

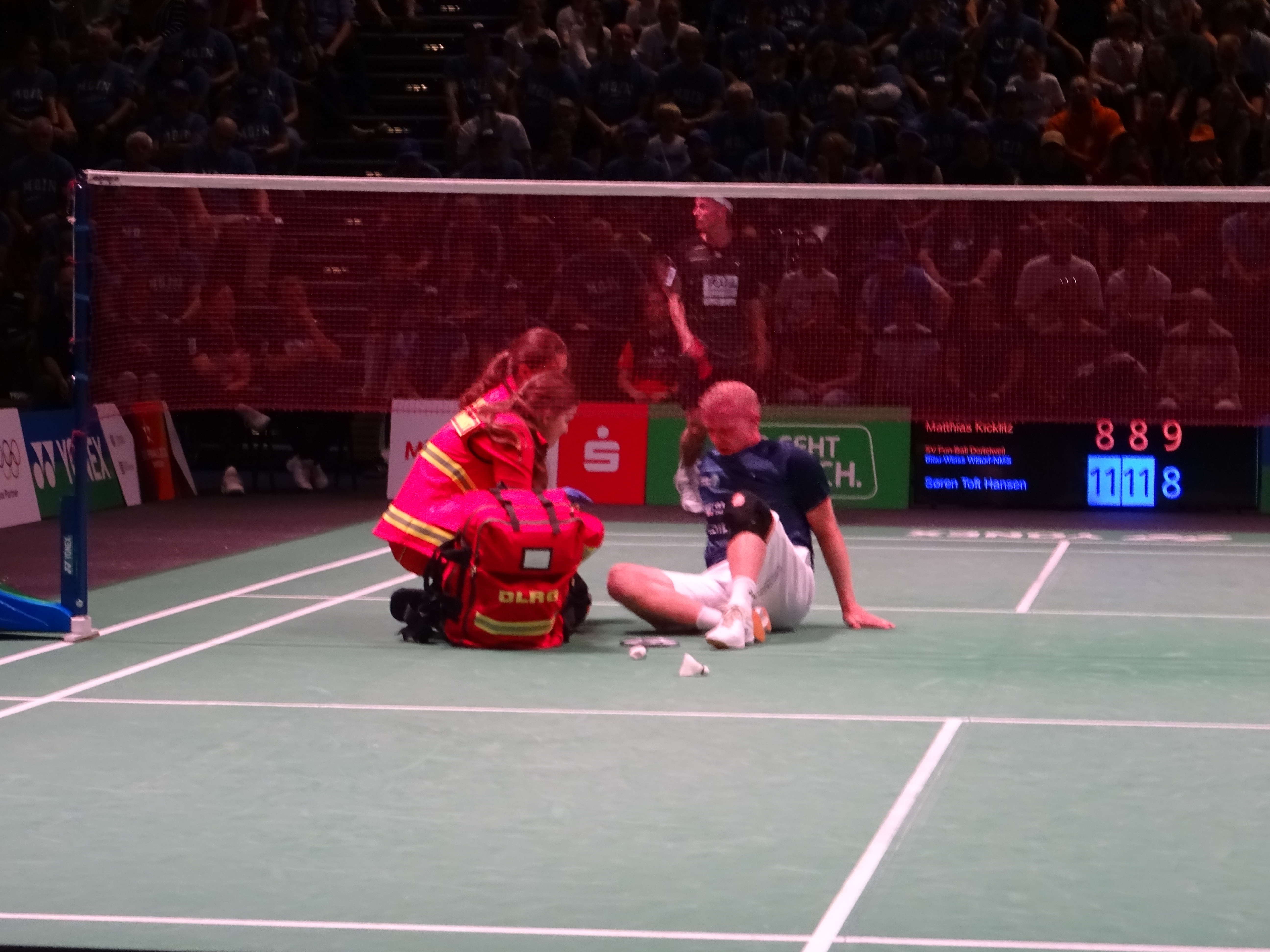
Verletzung von Toft Hansen nach zwei gewonnenen Sätzen.